# Bengassou
Bengassou  è una città e sottoprefettura della Costa d'Avorio appartenente al dipartimento di Bocanda. Conta una popolazione di 22 891 abitanti (censimento 2014).